# Polyrhachis armata
Polyrhachis armata är en myrart som först beskrevs av Le Guillou 1842.  Polyrhachis armata ingår i släktet Polyrhachis och familjen myror.

## Underarter
Arten delas in i följande underarter:
- P. a. armata
- P. a. defensa